# Saint-Omer-de-Blain
Saint-Omer-de-Blain (en breton Sant-Omer) est un village de la Loire-Atlantique, appartenant à la commune de Blain et faisant partie de la Bretagne historique. 
Elle disposait d'une mairie annexe qui est aujourd'hui fermée.
Les habitants du village s'appellent Audomarois et Audomaroises.

## Géographie
Saint-Omer-de-Blain se situe entre le Canal de Nantes à Brest et la Forêt domaniale du Gavre, à 8 km à l'ouest de Blain, 6 km au nord de Bouvron, 11 km de Guenrouet et à 8 km de Quilly.

## Toponymie
Saint-Omer possède un nom en gallo, la langue d'oïl locale, écrit Seint Onmë selon l'écriture MOGA. En gallo, le nom du village se prononce [sɛ̃ːɔ̃mə].

## Histoire
Les origines du village ne sont pas connues. Cependant une frairie de Millhau ou Millac semble rattacher l'origine du village au culte du saint breton Millau. Ce toponyme se retrouve encore en 1835 dans les Landes de Milhac, mentionnées au cadastre. Mais la chapelle Saint-Omer, en lieu et place de l'église bâtie vers 1851, était un lieu connu de pèlerinage où on se rendait au XVIIIe, les années sèches, même depuis Orvault pour demander la pluie. 
A Bougard, il y avait une chapelle du XVIIIe siècle, qui subsiste mais transformée en maison après avoir été une forge. Elle n'est plus reconnaissable, même si son grenier a conservé une charpente caractéristique et qu'un bénitier se trouve dans l'épaisseur des murs. Le manoir du Pordo (XVe siècle) se trouve aussi sur le territoire de Saint-Omer; ce manoir avec plan en « L » était jadis entouré de douves et relevait des Rohan. Sa chapelle Sainte-Marguerite, bénite en 1699, n'existe plus. Il est l'un des trois manoirs des XVe – XVIe siècle rescapés de la commune de Blain, les deux autres étant situés dans le bourg de Blain, l'un étant la Cour-Mortier et l'autre se trouvant dans la rue du cinéma.   
Au XIXe siècle, Saint-Omer-de-Blain, paroisse succursale de Blain (érigée le 28 décembre 1842), a été érigée en paroisse en 1861, après que la mairie de Blain ayant également fait trainer les choses redoutant que la création de cette paroisse ne débouche plus tard sur l'érection d'une nouvelle commune. En 1877, la paroisse de Saint-Omer parvient à récupérer de haute lutte 250 nouveaux habitants, dans les hameaux de Bougard, l'Eudrais, la Réauté et l'Anizonnais, sur la route de Blain. La paroisse ne récupérera jamais Pont-Piétin, bien qu'il fasse partie de l'ancienne frairie de l'Eudrais.  
Son église du même style que l'église de Blain a été dynamitée par les Allemands en 1945, lors des combats de la poche de Saint-Nazaire. Le bourg était occupé par les Américains et les FFI mais les Allemands étaient au sud du canal (au lieu-dit l'Orme). Une nuit, il se glissèrent dans Saint-Omer, mirent de la dynamite dans les fondations de l'église et la firent exploser. Cet acte était une « vengeance » des Allemands pour la perte de leurs deux postes d'observation en limite de la Poche, le clocher de l'église de Bouvron (aujourd'hui restauré à l'identique) et celui de l'église de Guenrouët. Cela privait les Américains d'un poste d'observation primordial aux frontières de la Poche.
Pendant la guerre, le territoire de Saint-Omer s'est trouvé coupé en deux par les combats autour de la Poche. Le front suivait le canal, puis rejoignait Fession et coupait droit à travers les landes vers Bouvron. La Désertais était côté américain. Un no-man's land de 5 km de profondeur (entre Bougard et Blain) a été créé avec l'évacuation des hameaux concernés le 16 octobre 1944, après la fin des combats dans la zone de Pont-Piétin. Le hameau de Fession, occupé par les Allemands et entouré de batteries américaines, a été totalement rasé hormis le pignon d'une ferme et un petit puits. Ses neuf fermes ont été reconstruites après la guerre. 
Après la guerre, l'église de Saint-Omer fut rebâtie (1952-1953), sur le même modèle que l'église neuve de Notre-Dame de Grâce. C'est maintenant un édifice en béton armé, avec un clocher carré sur l'un des coins du bâtiment. Elle fait partie de la paroisse Notre-Dame de la Paix sur Isac (Blain) et a une messe par mois. 
Il existe une association chargée du patrimoine (ASPA, association de sauvegarde du patrimoine audomarois), qui a rénové les croix du territoire de Saint-Omer, ainsi que plusieurs fours et des fontaines. Récemment, le four à pain de Peslan a été restauré aussi. Ce gros hameau situé à 1 km du bourg dépend de Guenrouët mais ses habitants se sentent plus proches de Saint-Omer.

## Monuments
- Église Saint-Omer, reconstruite en 1952-1954, labellisée Patrimoine du XXe siècle
- Thermes de Curun, dont les ruines sont invisibles, étant situées en forêt du Gâvre, au nord du hameau de Curun. Ils étaient composés de 12 ou 13 salles sur 350 m2 à 400 m2 à Curun. Parmi ces salles : un vestibule (au nord), une piscine (au sud), un frigidarium orné d'une mosaïque ronde (au centre). Le nom de Curun est tiré de deux étymologies qui se sont recouvertes au fil du temps : cura, les soins, liée aux thermes romains, et kurun, le tonnerre en breton, car ce coin de la forêt, où la route fait un coude pour passer le pont situé 50 mètres à l'ouest du hameau, attirerait plus la foudre que les environs.
- Le manoir du Pordo (XVe – XVIIe siècle). Cité en 1479, alors qu'il dépend des Rohan, il est le siège à partir de 1699 d'une chapelle dédiée à Sainte-Marguerite, fondée d'une messe basse tous les dimanches, lors de la fête titulaire et des grandes fêtes de l'année. Une maison et une pièce labourable sont adjointes à la fondation de la chapellenie. Cette chapelle a disparu de nos jours tandis que le manoir demeure, avec son aspect robuste et son plan en L.
- Le manoir du Vigneau (XVIIe) : l'escalier est marqué 1602, une lucarne 1613. Il a servi, après la construction du château des Lareinty au Pont-Piétin après 1884 de maison de garde, puis a été conservé pour loger les gardiens lors de la construction du C.H.S. Sa chapelle (XVIIe-XIXe) existe toujours, mais a été transformée en écuries puis en garage au cours du XXe siècle. Le château du Pont-Piétin (50 mètres en façade, 100 pièces d'après l'audit en 1952) a été rasé dans les années 1950.
- La ferme du Bois-Niel, qui est probablement la plus ancienne construction du bourg actuel de Saint-Omer. Son plan en L et ses élévations permettent de la dater du XVIIe; elle apparaît sur le cadastre de 1835 et existe toujours à ce jour.

## Patrimoine disparu
- Enclos du néolithique à Barel, détectés lors d'une campagne de détection aériennes. Cependant, à Barel ont été découvertes 400 haches de bronze du type à talon
- Les moulins de Barel et du Perrais, mentionnés sur le cadastre de 1835 et disparus depuis.

## Personnalités
Louis Bernardeau, officier de la Légion d'honneur.

## Démographie
En 1968, la construction du premier lotissement du village, celui du Bois-Niel apporte de nouveaux habitants au village. La population dépasse alors 700 habitants puis retombe, à la suite de l'exode rural. La rurbanisation entamée au début des années 2000 réveillera ce village rural, faisant passer une population stagnante à 650 habitants vers plus de 720 aujourd'hui.
Le poumon de Saint-Omer-de-Blain est l'école maternelle et primaire privée Sainte Philomène.

## Économie
Saint-Omer-de-Blain est un village assez rural. Le CHS de Pont-Piétin est aussi un grand employeur, du fait de sa grande proximité (5 km du village). Les nouveaux habitants issus de l'afflux généré par la rurbanisation travaillent essentiellement dans des sociétés de services hors de la commune. À part cela, les commerces de proximité sont maintenus dans le village : un café (« l'Audomarois »), l'épicerie (« Le petit marché ») et un coiffeur ouvert en 2015 (Saint Home Hair), tous trois situés autour de la place de l'Église. À cela s'ajoute le café-restaurant de Bougarre, situé en limite de la section de commune. 
Depuis 2009, il existe une petite brasserie qui produit une bière nommée « la Maroise ». Sur les bouteilles est représentée l'église du bourg. La bière est vendue aux fêtes locales et les bénéfices reversés à des associations. 
Plusieurs fermes sont installées sur le territoire de la commune, notamment la ferme de Curun (production de fromages de chèvre), ainsi qu'un élevage à ferme de volaille depuis 2011, qui vend aussi des œufs et de la volaille sur les marchés des communes environnantes (Blain, Campbon, Plessé et Bouvron notamment). Depuis 2006 la commune accueille aussi la ferme Péard, à Saint-Gabriel. Ces producteurs laitiers bio transforment leur lait à la ferme en yaourts et produits fromagers. Il y a aussi une production de miel locale - avec des ruches toutes installées sur Saint-Omer - dont on peut trouver les pots à l'épicerie.
Saint-Omer est traversé par le Canal de Nantes à Brest, dont deux écluses se trouvent sur son territoire : Barel, flanquée d'une digue et d'une cale, ultime vestige des travaux du canal, l'écluse se trouvant à peu près à mi-chemin de Nantes et de Redon, et Bougarre. Un peu au nord de l'écluse se trouvent deux maisons, dont l'actuelle auberge, où étaient logés les prisonniers espagnols chargés de construire le Canal sous le premier Empire, de 1811 à 1814. 
Une carrière de granulats est installée au lieu-dit Barel; située à la limite des communes de Saint-Omer de Blain et de Notre-Dame de Grâce, elle dépend du groupe local Landais.

## Sport
Saint-Omer-de-Blain dispose de sa propre équipe de football, Saint-Omer Sports, qui évoluera en 4e division du district Loire-Atlantique la saison prochaine.
Il y a un terrain de foot et un terrain omnisports, mis en place dans les années 1980.

## Transports
Le village ne dispose pas d'arrêt permanent des lignes du réseau régional Aléop. Cependant il se trouve à peu de distance de plusieurs lignes.
- Le plus proche arrêt de la ligne T5 vers Pontchâteau et Saint-Nazaire se trouve à 5 km, à la Croix Millet (Guenrouët/ Notre-Dame de Grâce), sinon le bourg de Notre-Dame de Grâce à 6 km.
- Le plus proche arrêt de la ligne 371 vers Fay-de-Bretagne, Notre-Dame-des-Landes, Orvault et Nantes se trouve à 6 km à l'Hôtel de France (carrefour RD81/RN171) ou près du centre hospitalier de Pont Piétin à 4 km du bourg.
- Le plus proche arrêt de la ligne 311 vers Héric et Nantes se trouve à 8 km au bourg de Blain

Le village n'a pas de gare, et celle de Blain est fermée au trafic. Cependant, les gares les plus proches sont :
- la gare de Savenay (lignes Le Croisic - Nantes, Nantes - Redon) à 18 km,
- la gare de Saint-Gildas-des-Bois (ligne Nantes-Redon) à 18 km,
- la gare de Pontchâteau à 21 km.

## Pour approfondir